# میقاع (یمن)
 میقاع  به عربی ( المیقاع  )، روستایی است در عزلهٔ (حاشد)، در ناحیهٔ (وادی بنی صریم)، از توابع استان عَدَن در کشور یمن در شبه جزیره عربستان. 
جمعیت آن ۱۵۵ نفر (۹ خانوار) می‌باشد.